# Uśniaki
Uśniaki – wieś sołectwo w Polsce położona w województwie mazowieckim, w powiecie garwolińskim, w gminie Garwolin. 
Według spisu w 1771 roku wieś zamieszkana przez 222 osoby.
Wieś królewska w drugiej połowie XVI wieku położona była w powiecie garwolińskim ziemi czerskiej województwa mazowieckiego. W latach 1975–1998 miejscowość administracyjnie należała do województwa siedleckiego.
Wierni Kościoła rzymskokatolickiego należą do parafii Wniebowzięcia Najświętszej Maryi Panny w Wildze.